# Copa del Generalísimo de baloncesto 1966
La Copa del Generalísimo de baloncesto 1966 fue la número 30.º, donde su final se disputó en el Pabellón del Casal Sagrada Familia de Tarrasa el 19 de junio de 1966. 

## Octavos de final
Los partidos de ida se jugaron el 29 de mayo y los de vuelta el 5 de junio.
| Equipo 1             | Agr.    | Equipo 2       | Ida    | Vuelta |
| -------------------- | ------- | -------------- | ------ | ------ |
| Real Madrid          | Exento  |                |        |        |
| RC Náutico           | 74–183  | Picadero JC    | 45–89  | 29–94  |
| CB Dimar             | 101–156 | CB Estudiantes | 58–76  | 43–80  |
| CB Estudiantes Vigo  | 111–160 | CD Mataró      | 77–91  | 34–69  |
| CB Ramiro Ledesma    | 55–219  | CF Barcelona   | 34–105 | 21–114 |
| Seat Madrid          | 76–96   | CB Hospitalet  | 45–39  | 31–57  |
| Juventud de Badalona | 2–0     | Seat Sevilla   | 2–0    |        |
| CB Sniace            | 105–115 | Club Águilas   | 63–50  | 42–65  |

## Cuartos de final
Los partidos de ida se jugaron el 8 y 9 de junio y los de vuelta el 12 de junio.
| Equipo 1             | Agr.    | Equipo 2      | Ida   | Vuelta |
| -------------------- | ------- | ------------- | ----- | ------ |
| Real Madrid          | 156–142 | Picadero JC   | 96–66 | 60–76  |
| CB Estudiantes       | 122–120 | CD Mataró     | 75–47 | 47–73  |
| CF Barcelona         | 148–109 | CB Hospitalet | 93–41 | 55–68  |
| Juventud de Badalona | 165–134 | Club Águilas  | 82–54 | 83–80  |

## Fase final
Todos los partidos de esta fase se disputaron en la pista del Pabellón del Casal Sagrada Familia de Tarrasa.
|  | Semifinales          | Semifinales          | Semifinales          |                      |             | Final          | Final          | Final        |  |
|  | 18 de junio          | 18 de junio          | 18 de junio          |                      |             | 19 de junio    | 19 de junio    | 19 de junio  |  |
|  |                      |                      |                      |                      |             |                |                |              |  |
|  |                      |                      |                      |                      |             |                |                |              |  |
|  | Real Madrid          | Real Madrid          | 56                   |                      |             |                |                |              |  |
|  | Real Madrid          | Real Madrid          | 56                   |                      |             |                |                |              |  |
|  | CB Estudiantes       | CB Estudiantes       | 50                   |                      |             |                |                |              |  |
|  | CB Estudiantes       | CB Estudiantes       | 50                   |                      | Real Madrid | Real Madrid    | 62             |              |  |
|  |                      |                      |                      |                      | Real Madrid | Real Madrid    | 62             |              |  |
|  |                      |                      | Juventud de Badalona | Juventud de Badalona | 61          |                |                |              |  |
|  | CF Barcelona         | CF Barcelona         | Juventud de Badalona | Juventud de Badalona | 61          | 50             |                |              |  |
|  | CF Barcelona         | CF Barcelona         |                      |                      |             | 50             |                |              |  |
|  | Juventud de Badalona | Juventud de Badalona | 54                   |                      |             | Tercer lugar   | Tercer lugar   | Tercer lugar |  |
|  | Juventud de Badalona | Juventud de Badalona | 54                   |                      |             | Tercer lugar   | Tercer lugar   | Tercer lugar |  |
|  |                      |                      |                      |                      |             |                |                |              |  |
|  |                      |                      |                      |                      |             | CB Estudiantes | CB Estudiantes | 75           |  |
|  |                      |                      |                      |                      |             | CB Estudiantes | CB Estudiantes | 75           |  |
|  |                      |                      |                      |                      |             | CF Barcelona   | CF Barcelona   | 52           |  |
|  |                      |                      |                      |                      |             | CF Barcelona   | CF Barcelona   | 52           |  |
|  |                      |                      |                      |                      |             |                |                |              |  |

### Final
| 19 de junio de 1966, 12:15 | Real Madrid                        | 62–61                              | Juventud de Badalona               |                                                                                                 |  |
| 12:15 GTM+1                | Marcador por tiempos: 26–35, 36–26 | Marcador por tiempos: 26–35, 36–26 | Marcador por tiempos: 26–35, 36–26 |                                                                                                 |  |
|                            | Estadísticas Clifford Luyk 24      | Pts                                | Estadísticas Amador Rojas 15       | Pabellón: Pabellón del Casal Sagrada Familia, Tarrasa Árbitros: Santiago Fernández Ángel Sancha |  |

| Campeón de la Copa del Generalísimo 1966 |
| ---------------------------------------- |
| Real Madrid 10.º título                  |